# 武智三繁
武智 三繁（たけち みつしげ、1949年12月28日 - ）は、長崎県西彼杵郡出身の元漁師。2001年（平成13年）7月に自分の漁船「繁栄丸」で出航したところ、エンジンの故障で遭難し、37日後に生還を果たすと、新語・流行語大賞の語録賞を受賞する等話題となった。

## 漂流の経緯
- 7月20日
  - 午前4時に長崎県崎戸町の崎戸港を出航した。日帰り予定だったが、正午頃に船のエンジンが停止。その後、エンジンは好調・不調を繰り返した[5][6]。

- 7月24日
  - 携帯電話で崎戸町内の修理業者と連絡をとりつつエンジンを修理しようとしたが、難航。さらに携帯が圏外となり、連絡手段が途絶えた[7][8]。

- 7月25日
  - 停止していたエンジンが再起動するが、現在位置を把握できないまま、エンジンが完全に停止。この日、修理業者が崎戸町の漁協支所に繁栄丸の故障を連絡。翌日には佐世保海上保安部に連絡が入り、海と空からの捜索が開始された[9][10]。

- 7月26日 - 8月4日頃
  - 船に積み込んでいた食料が底をついた[11]。初日に釣り上げていた小魚を餌として魚を釣り上げ、刺身などにして食べた[12]。食べきれない魚は干物にして保存した[13][14]。
  - 周囲の魚が餌を警戒し始めたらしく、餌釣りがうまくいかなくなったためにルアー釣りを試したが、数個あったルアーをすべて魚に奪われ[12][15]、財布に付いているキーリングでルアーを自作して釣り始めた[14][16]。
  - 当初は釣りに楽しみを感じる余裕があったものの、大物がかかると、それを引き上げることが体力の消耗に繋がった[17]。

- （時期不明）
  - 大型船が接近。4本ある発煙筒の内の3本を使って救援を求めたが、大型船はそれに気づかず通過した[18]。残る1本の発煙筒は最後の最後までと思い残しておいたものの、結局は使うことがなかった[19]。

- 8月4日頃
  - 手製ルアーを魚に奪われ、魚を釣る手段が完全になくなった[20]。新鮮な魚が得られなくなったため、食料はそれ以前に釣り上げた魚の干物のみとなった[20]。

- 8月9日前後
  - 水が完全に底を付いた[21]。出航当時には20リットル入りのポリ容器2個、ペットボトル数本、栄養ドリンク数本を積んでいたが、この頃に飲料水が底をついた[22]。前述のように食料は干物のみとなっていたが、干物を口にしても、水なしではとても飲み込めなかった[21][23]。

- （時期不明）
  - 海水をやかんで沸騰させて蒸留水を作ることを試みた。やかん程度では、蒸留水を別の容器に移し替えて大量に貯めるのは無理で、やかんの蓋に付着した水滴を嘗め、かろうじて渇きを癒した[24][25]。雨の日もあったが、雨水を容器に貯めようにも、容器自体が海水の塩にまみれていたので真水を貯めることができなかった[22][26]。

- 8月19日 - 23日頃
  - 台風11号に遭遇。優に10メートルを超える大波に何度も襲われ、船内が水浸しになったが、前もって船体各部のロープを太いものに交換して補強しておくなどの策が功を奏し、台風を乗り切った[27][28]。

- 8月23日以降
  - 体力が目に見えて消耗し、立ったり歩いたりすることすら困難となり、海に転落したこともあった[29][30]。

- （時期不明）
  - コンロのガスを使いきり、真水を作ることが完全に不可能となった[30]。最後の手段として自らの尿に口をつけるが、とても飲み込むことはできず、唇を濡らすのが精一杯だった[30][31]。飲むことが困難だったのは、脱水症状の影響で尿が濃くなった上に異臭を伴っていたためと推測されている[32]。

- （時期不明）
  - 極限状態の中の最後の手段として、帆柱など目立つ部分に色とりどりの布類を結び付けて風にたなびかせ、ひたすら救助を待った[33]。
  - この時点では発煙筒が1本残っていたが、ほかの船に合図する最後の手段として、燃料を船に撒いて船自体を燃やす手段も考えていたという[34][35]。

- 8月26日
  - 千葉県犬吠埼の東方約800キロメートル地点の太平洋上で[36]、漁場に向かう徳島県のマグロはえ縄漁船・末広丸が繁栄丸を発見し、救助を求めていると気づいた[33][37]。船の大きさが違うために船を横付けできず、飲み物、おにぎり、たばこなどを差し入れた[36][38]。その後、海上保安庁から連絡を受けた海上自衛隊の救難飛行艇が到着。出航から37日目にして生還を果たした[39]。
  - この報道当時は極限状態からの生還というイメージが強調されたものの、後に武智自身が語ったところによれば、実際には水と食料を補給された時点で、船上を歩き回る余裕ができるほど体力が回復しており、救助に駆けつけた側がむしろ驚いていたという[40]。

- 9月
  - 帰郷。マスコミの取材攻めに会い、インタビューで漏らした言葉「人間って、なかなか死なないもんだなぁ」が2001年の新語・流行語大賞の語録賞を受賞した[41][42]。

- 12月
  - 漂流生活を綴った著書『あきらめたから、生きられた』が出版された[43]。

## 漂流の要因
- 繁栄丸は購入直後にエンジンが壊れたためにエンジンを交換したが、資金不足で中古のエンジンしか買えず、このエンジンが最初から故障気味だった[6][44]。武智自身も機械の修理は不得意だった[8]。
- エンジンが最初に停止した時点でも、事態の深刻さに気づかず、「陸地がまだ近いので帰還は可能」と判断していた[5][45]。また、この時点で携帯電話が通じていたにもかかわらず、救助を求めずに自力でエンジンを修理することにこだわった[45]。これは武智が極端に遠慮深い性格のためだが、このために救助後に海上保安庁からの非難を受けている[45]。
- 武智に金銭的余裕がなかったため、万一遭難したときに備えてのレーダーやGPSなど、現在位置を把握するための航海計器が船に搭載されていなかった[46]。

## 生存の要因

### 物理的な要因
- 武智は繁栄丸を購入した直後、水上に浮かんだときの船の姿が気に入らず、船底にバラストとして積まれていたかなりの数の砂袋をすべて外していた[44]。これにより船の浮力が増し、台風を乗り切るなどして生還に繋がったものと武智は推測している[28][44]。
- 本来は日帰りの出航だったにもかかわらず、武智自身が買い溜めの習慣があったため、缶詰、ソーセージ、煎餅、インスタントラーメン、即席の粉末スープなど、約4日分の食料を常備していた[47][48]（ただし、後のインタビューでは備蓄食は煎餅だけだったと語ったこともあり、自著書の内容などとは矛盾している[49]）。
- 置き薬の業者が置いて行った栄養ドリンクが十数本あり、魚やインスタント食品だけでは補給しきれない栄養素が補われた[50][51]。

### 精神的な要因
- 乾電池式カセットデッキを積んでおり、夜には好きな歌手の音楽を楽しむことで心が癒され、よく眠ることができた[51]。
- 食料が釣った魚ばかりで食べ飽きそうなときでも、ラーメンやスープなどがあったので舌を満足させることができ、精神安定の効果になった[51]。
- 石鹸の匂いを嗅ぐことで、風呂に浸かって疲れを癒している気分に浸れた[49]。またコーヒーが大好きな武智は、飲み干したコーヒーのペットボトルの匂いを嗅ぎ、コーヒーを飲んでいる気分に浸ったこともあった[49][51]。後に武智はこの経験を振り返り、嗅覚が人間の精神に与える効果に驚いている[49]。

これらの精神安定については、救助後の武智を診察した東海大学医学部付属病院の医師が、彼には胃潰瘍の既往があるにもかかわらず、胃にはストレスの痕跡などがまったく見られなくて驚いたという。

## 漂流後
漂流後は、著書を出版し、また講演活動を行っていた。2006年（平成18年）8月10日、仕掛け網を盗んだ容疑で逮捕され、「無職」と発表された。その後執行猶予付きの有罪判決を受けた。
2016年、『やっちまったtv』（第6弾）に出演し、漂流と窃盗について触れている。